# Universidad de Bania Luka
La Universidad de Bania Luka (serbio: Универзитет у Бањој Луци o Univerzitet u Banjoj Luci) es una universidad ubicada en la ciudad de Bania Luka, en la entidad política República Srpska de Bosnia-Herzegovina. Fue fundada en 1975 y tiene 12 facultades.

## Organización
- Academia de Artes
- Facultad de Arquitectura e Ingeniería Civil
- Facultad de Economía
- Facultad de Ingeniería Eléctrica
- Facultad de Filosofía
- Facultad de Ingeniería Mecánica
- Facultad de Medicina
- Facultad de Agricultura
- Facultad de Derecho
- Facultad de Ciencias Naturales y Matemáticas
- Facultad de Tecnología
- Facultad de Silvicultura